# 마이바라시
마이바라시(일본어: 米原市)는 일본 시가현 북동부에 있는 시이다. 과거에는 사카타군에 속했다. 시명은 옛 마이하라정(米原町)의 "마이하라"가 아니라 마이바라역이나 마이바라 고등학교와 같은 탁음 "마이바라"를 채택했다.

## 인구
| 연도 | 인구   | ±%     |
| ---- | ------ | ------ |
| 1920 | 34,839 | —      |
| 1930 | 35,839 | +2.9%  |
| 1940 | 34,860 | −2.7%  |
| 1950 | 43,369 | +24.4% |
| 1960 | 42,214 | −2.7%  |
| 1970 | 39,128 | −7.3%  |
| 1980 | 39,355 | +0.6%  |
| 1990 | 39,600 | +0.6%  |
| 2000 | 41,251 | +4.2%  |
| 2010 | 40,060 | −2.9%  |
| 2020 | 37,225 | −7.1%  |

## 지리
교통의 요충지로 유명하고 예로부터 나카센도와 호쿠리쿠도의 분기점으로 발달했다. 중심부인 마이하라가 홋코쿠 가도의 마이하라주쿠에 해당하고 시내를 동서로 통과하는 나카센도에는 반바주쿠, 사메가이주쿠, 가시와바라주쿠 등 3개소의 역참 마을이 있었다.
메이신 고속도로와 호쿠리쿠 자동차도의 분기점인 마이하라 JCT가 있고 JR 호쿠리쿠 본선의 기점으로 시가현에서 유일하게 도카이도 신칸센이 정차하는 마이바라역이 있다.

### 기후
동해측 기후로 폭설 지대인 옛 이부키정과 산토정은 겨울에 눈이 많고 옛 마이하라정은 겨울에 흐린 날이 많다. 1927년 2월 14일에는 이부키산에 11m 82cm라는 관측 사상 최대의 적설량을 기록해 아직도 깨지지 않은 세계 기록을 가지고 있다.
| 마이바라시의 기후                                            | 마이바라시의 기후 | 마이바라시의 기후 | 마이바라시의 기후 | 마이바라시의 기후 | 마이바라시의 기후 | 마이바라시의 기후 | 마이바라시의 기후 | 마이바라시의 기후 | 마이바라시의 기후 | 마이바라시의 기후 | 마이바라시의 기후 | 마이바라시의 기후 | 마이바라시의 기후 |
| 월                                                           | 1월               | 2월               | 3월               | 4월               | 5월               | 6월               | 7월               | 8월               | 9월               | 10월              | 11월              | 12월              | 연간              |
| ------------------------------------------------------------ | ----------------- | ----------------- | ----------------- | ----------------- | ----------------- | ----------------- | ----------------- | ----------------- | ----------------- | ----------------- | ----------------- | ----------------- | ----------------- |
| 역대 최고 기온 °C (°F)                                       | 14.3 (57.7)       | 18.9 (66.0)       | 22.2 (72.0)       | 28.0 (82.4)       | 31.2 (88.2)       | 33.2 (91.8)       | 36.2 (97.2)       | 35.9 (96.6)       | 34.5 (94.1)       | 31.5 (88.7)       | 23.3 (73.9)       | 19.3 (66.7)       | 36.2 (97.2)       |
| 일평균 최고 기온 °C (°F)                                     | 5.8 (42.4)        | 7.3 (45.1)        | 11.3 (52.3)       | 17.1 (62.8)       | 22.0 (71.6)       | 25.5 (77.9)       | 29.1 (84.4)       | 30.8 (87.4)       | 27.0 (80.6)       | 21.1 (70.0)       | 14.9 (58.8)       | 8.7 (47.7)        | 18.4 (65.1)       |
| 일일 평균 기온 °C (°F)                                       | 2.1 (35.8)        | 3.1 (37.6)        | 6.2 (43.2)        | 11.7 (53.1)       | 16.9 (62.4)       | 21.0 (69.8)       | 24.8 (76.6)       | 26.0 (78.8)       | 22.1 (71.8)       | 16.0 (60.8)       | 10.0 (50.0)       | 4.7 (40.5)        | 13.7 (56.7)       |
| 일평균 최저 기온 °C (°F)                                     | −1.7 (28.9)       | −1.2 (29.8)       | 1.0 (33.8)        | 5.9 (42.6)        | 11.8 (53.2)       | 16.9 (62.4)       | 21.5 (70.7)       | 22.2 (72.0)       | 18.0 (64.4)       | 11.1 (52.0)       | 5.0 (41.0)        | 0.7 (33.3)        | 9.3 (48.7)        |
| 역대 최저 기온 °C (°F)                                       | −11.9 (10.6)      | −12.2 (10.0)      | −7.6 (18.3)       | −3.8 (25.2)       | 1.5 (34.7)        | 8.5 (47.3)        | 14.9 (58.8)       | 13.7 (56.7)       | 7.3 (45.1)        | 1.7 (35.1)        | −2.7 (27.1)       | −7.5 (18.5)       | −12.2 (10.0)      |
| 평균 강수량 mm (인치)                                        | 115.0 (4.53)      | 93.5 (3.68)       | 112.4 (4.43)      | 115.1 (4.53)      | 132.5 (5.22)      | 168.5 (6.63)      | 272.2 (10.72)     | 153.2 (6.03)      | 193.7 (7.63)      | 149.6 (5.89)      | 84.9 (3.34)       | 129.5 (5.10)      | 1,735.6 (68.33)   |
| 평균 강설량 cm (인치)                                        | 87 (34)           | 57 (22)           | 14 (5.5)          | 0 (0)             | 0 (0)             | 0 (0)             | 0 (0)             | 0 (0)             | 0 (0)             | 0 (0)             | 0 (0)             | 47 (19)           | 200 (79)          |
| 평균 강수일수 (≥ 1.0 mm)                                     | 15.9              | 12.4              | 12.7              | 11.0              | 10.1              | 11.0              | 13.0              | 10.1              | 10.7              | 9.2               | 10.4              | 16.7              | 143.2             |
| 평균 강설일수 (≥ 1 cm)                                       | 9.2               | 5.6               | 1.3               | 0                 | 0                 | 0                 | 0                 | 0                 | 0                 | 0                 | 0                 | 3.8               | 19.9              |
| 평균 월간 일조시간                                           | 100.9             | 119.5             | 164.2             | 184.2             | 206.3             | 159.7             | 163.5             | 206.8             | 162.4             | 164.4             | 137.7             | 100.6             | 1,864.8           |
| 출처: 일본 기상청 (평년값: 2001년~2020년, 극값: 2001년~현재) |                   |                   |                   |                   |                   |                   |                   |                   |                   |                   |                   |                   |                   |

### 인접한 자치체
- 시가현
  - 나가하마시, 히코네시, 이누카미군 다가정
- 기후현
  - 이비군 이비가와정, 후와군 세키가하라정, 오가키시

## 역사
- 2005년 2월 14일 - 사카타군 이부키정, 산토정, 마이하라정이 합병해 마이바라시가 성립하였다.
- 2005년 10월 1일 - 사카타군 오미정을 편입하였다.

## 교통

### 철도
- 도카이 여객철도
  - 도카이도 신칸센
    - (← 하시마시 기후하시마역) - 마이바라역 - (시모교구 교토역 →)

  - 도카이도 본선
    - 마이바라역 - 사메가이역 - 오미나가오카역 - 가시와바라역 - (세키가하라정 세키가하라역 →)

- 서일본 여객철도
  - 도카이도 본선
    - 마이바라역 - (히코네시 히코네역 →)

  - 호쿠리쿠 본선(비와코선)
    - 마이바라역 - 사카타역 - (나가하마시 다무라역 →)

- 오미 철도(일본어판)
  - 본선
    - 마이바라역 - (히코네시 후지테크마에역(일본어판) →)

### 도로
- 메이신 고속도로
- 호쿠리쿠 자동차도
- 국도 제8호선
- 국도 제21호선
- 국도 제365호선 (일본)(일본어판)